# 제로 아워 (텔레비전 프로그램)
제로 아워(Zero Hour)는 비극적이었던 사건들을 한 시간으로 재현 다큐멘터리 드라마로 제작한 것이다. 미국에선 히스토리 채널, 영국에선 BBC에서 방영됐다. 그리고 아프리카, 아시아, 뉴질랜드, 네덜란드는 디스커버리 채널을 통해 방영됐다.

## 시즌 1
(현재 정확하지 않은 에피소드 제목들이 몇가지 있습니다.)
- 체르노빌 사고 (1986년 4월 26일)
- 콜럼바인 고등학교 총기 난사 사건 (1999년 4월 20일)
- AA11편의 마지막 1시간 (2001년 9월 11일)
- 도쿄 테러 사건 (1995년 3월 20일)

## 시즌 2
- 발리 폭탄 테러 (2002년 10월 12일)
- 미국인의 우상 (1995년 4월 19일)
- 에스토니아호의 침몰 (1994년 9월 27일)
- 마약의 왕 (1993년 12월 2일)
- 사담 후세인 체포 작전 (2003년 12월 13일)
- 교황 암살의 음모 (1981년 5월 13일)

## 시즌 3
- 작전명:Barras, SAS의 시에라리온 진압 (2000년 9월 10일)
- 떨어지는 별, 콜럼비아 (2003년 2월 1일)
- 네팔 왕족 대학살 (2001년 6월 1일)
- 포위된 리마 (1997년 4월 22일)
- 북할리우드 총격전 (1997년 2월 28일)
- 마르세유 총격전 (1994년 12월 26일)